# 948 (numero)
Novecentoquarantotto (948) è il numero naturale dopo il 947 e prima del 949.

## Proprietà matematiche
- È un numero pari.
- È un numero composto con 12 divisori: 1, 2, 3, 4, 6, 12, 79, 158, 237, 316, 474, 948. Poiché la somma dei suoi divisori (escluso il numero stesso) è 1292 > 948, è un numero abbondante.
- È un numero semiperfetto in quanto pari alla somma di alcuni (o tutti) i suoi divisori.
- È un numero rifattorizzabile in quanto divisibile per il numero dei propri divisori.
- È un numero malvagio.
- È un numero nontotiente (per cui la equazione φ(x) = n non ha soluzione).
- È un numero congruente.
- È parte delle terne pitagoriche (395, 948, 1027), (711, 948, 1185), (948, 1264, 1580), (948, 2765, 2923), (948, 6205, 6277), (948, 12464, 12500), (948, 18711, 18735), (948, 24955, 24973), (948, 37440, 37452), (948, 56165, 56173), (948, 74889, 74895), (948, 112336, 112340), (948, 224675, 224677).

## Astronomia
- 948 Jucunda è un asteroide della fascia principale del sistema solare.
- NGC 948 è un galassia spirale della costellazione della Balena.

## Astronautica
- Cosmos 948 è un satellite artificiale russo.